# みんなのたまご
「みんなのたまご」はしゅごキャラエッグ!のデビュー曲。発売元はポニーキャニオン。

## 概要
「みんなのたまご」は、テレビアニメ『しゅごキャラ!!どきっ』のオープニングテーマ（2008年10月-12月）である。
初回限定盤はCD+DVD（PV・ジャケット撮影メイキング）、通常盤はCDのみである。また、初回限定盤と通常盤初回生産分には、イベント参加抽選シリアルナンバーカード、しゅごキャラエッグ!オリジナルシール、しゅごキャラエッグ!オリジナルトレーディングカード、Nintendo DS用ソフト『しゅごキャラ! あむのにじいろキャラチェンジ』で使えるひみつのパスワードが封入されている。
振付は西田一生（西田プロジェクト）が担当。

## 収録曲
1. みんなのたまご
（作詞：川上夏季 作曲：日比野裕史 編曲：安部潤）
2. はじまりのうた
（作詞：川上夏季 作曲：泉典孝 編曲：中野定博）
3. みんなのたまご(Instrumental)
4. はじまりのうた(Instrumental)